# 마쓰모토 유키쓰라
마쓰모토 유키쓰라(일본어: 松本 幸行, 1947년 6월 5일 ~ )는 일본의 전 프로 야구 선수이다. 오사카부 오사카시 이쿠노구 출신이며 현역 시절 포지션은 투수였다.

## 인물
오사카 시립 미유키모리 초등학교, 오사카 시립 쓰루하시 중학교, 오사카 상업대학 부속 고등학교를 졸업하고 듀플로 인쇄기에 입사했다. 1969년에 열린 제40회 도시 대항 야구 대회에 팀의 첫 출전에 기여했는데 2차전(첫 경기)에 선발 등판하여 이 대회에서 우승한 덴덴 간토의 와카미야 히데오와 투수전을 펼쳤지만 완봉패를 당했다. 1969년 프로 야구 드래프트 4순위로 주니치 드래건스에 입단했다.
프로 1년째인 1970년부터는 1군에 합류하여 이듬해 1971년에는 선발진의 일원으로 활약했다. 1972년에는 이나바 미쓰오에 이어 시즌 13승(11선발승)을 기록했다. 1973년 8월 30일, 한신 타이거스의 에나쓰 유타카가 주니치전(한신 고시엔 구장)에서 사상 최초의 연장전 노히트 노런을 달성했지만 이때 에나쓰와 투수전을 펼쳤던 선수는 마쓰모토였다. 이를 계기로 ‘한신 킬러’로 불리게 됐다. 이듬해 1974년에는 시즌 20승(19선발승으로 호리우치 쓰네오와 선발승 공동 1위)을 기록하여 다승왕 타이틀을 차지했을 뿐만 아니라 요미우리 자이언츠의 리그 10연패를 저지하는 주니치를 20년 만의 리그 우승에 기여했다. 그 해 20승 가운데 무려 9승을 한신전에서 나왔는데 이를 포함한 주니치 시절의 통산 98승 중에서 28승을 한신전에서 기록했다. 같은 해 롯데 오리온스와 맞붙은 일본 시리즈에서 3경기에 선발로 나왔는데 3차전에서는 8회 도중까지 호투했지만 대타로 타석에 들어선 마에다 마스호에게서 3점 홈런을 맞고 강판돼 그 후 스즈키 다카마사에 이어 자신의 일본 시리즈 첫 승리를 이뤘다. 이듬해 1975년에는 처음으로 개막전 선발 투수를 맡았고 1972년부터 1976년까지 5년 연속 두 자릿수 승리를 기록했다.
1980년에는 사에구사 노리에쓰와의 맞트레이드로 한큐 브레이브스에 이적했고 4년 만의 두 자릿수 승리를 기록(당시 9선발승)했다. 같은 해 6월 19일 난카이 호크스전(오사카 구장)에서 통산 100승을 달성했고 이듬해 1981년을 끝으로 현역에서 은퇴했다. 은퇴 후에는 오사카에서 직장 생활을 했다.

## 에피소드
주니치의 일본인 좌완 투수로서 일본 시리즈에서 쇼와 시대의 유일한 승리 투수이며 롯데 오리온스와 맞붙은 일본 시리즈에서 승리를 따낸 쇼와 시대의 마지막 투수로 알려지는 등 특수한 기록을 가진 소유자이기도 하다(동시에 1974년 일본 시리즈 3차전에서 기록). 또한 한큐 시절에는 긴테쓰의 215경기 연속 득점을 저지시킨 것으로도 유명하다(1980년 9월 30일 니시쿄고쿠 구장에서 6피안타 완봉승을 기록, 스코어는 5대 0).
투구 간격이 굉장히 짧은 투수로 알려지면서 ‘급한 투구’(早投げ), ‘잡자마자 투구’(ちぎっては投げ)는 마쓰모토의 대명사였다. 사인을 보는 듯한 모습도 안보인다는 말을 들었는데 본인의 말에 의하면 “포수로부터 공을 받는 사이에 보고 있다”라고 말했다. 이런 스타일이 된 이유로는 고교 1학년 시절 허리를 다쳤을 때 치료를 해도 물러서지 않았는데 송구한 공을 잡고 바로 던졌더니 아프지 않았기 때문이다.
거칠어질 정도의 공이 싱커(본인에 의하면 “속구를 던질려고 생각했는데 어깨가 말을 듣지 않아서 공이 떨어졌다”)를 무기로 해서 맞춰 잡은 피칭이 주무기였다.
야구를 싫어하는 마쓰모토 히토시가 어린 시절에 좋아했던 선수라고 말한 적이 있다. 자신과 성이 똑같다는 점과 위에서 말한 ‘급한 투구’가 재미있었다는 것이 계기였다.

## 상세 정보

### 출신 학교
- 오사카 상업대학 부속 고등학교

### 선수 경력
- 듀플로 인쇄기
- 주니치 드래건스(1970년 ~ 1979년)
- 한큐 브레이브스(1980년 ~ 1981년)

### 수상·타이틀 경력
- 다승왕 : 1회(1974년)
- 최고 승률 : 1회(1974년)
- 최다 선발승: 1회(1974년 19선발승)(호리우치 쓰네오와 공동 1위)

### 개인 기록

#### 첫 기록
- 첫 등판 : 1970년 4월 14일, 대 한신 타이거스 1차전(주니치 구장), 9회초 1사에 4번째 투수로서 구원 등판·마무리, 2/3이닝 무실점
- 첫 승리 : 1970년 6월 9일, 대 히로시마 도요 카프 10차전(주니치 구장), 6회초부터 2번째 투수로서 구원 등판, 2이닝 무실점
- 첫 선발 : 1970년 7월 15일, 대 다이요 웨일스 11차전(가와사키 구장), 2와 1/3이닝을 2실점에서 패전 투수
- 첫 선발 승리·첫 완투·첫 완봉 : 1970년 10월 1일, 대 히로시마 도요 카프 26차전(주니치 구장)

#### 기록 달성 경력
- 통산 100승 : 1980년 6월 19일, 대 난카이 호크스 전기 11차전(오사카 구장)

#### 기타
- 올스타전 출장 : 3회(1972년, 1974년, 1975년)

### 등번호
- 48(1970년)
- 21(1971년 ~ 1979년)
- 27(1980년 ~ 1981년)

### 연도별 투수 성적
| 연 도       | 소 속       | 등 판 | 선 발 | 완 투 | 완 봉 | 무 4 구 | 승 리 | 패 전 | 세 이 브 | 홀 드 | 승 률 | 타 자 | 이 닝  | 피 안 타 | 피 홈 런 | 볼 넷 | 고 4 | 몸 맞 | 탈 삼 진 | 폭 투 | 보 크 | 실 점 | 자 책 점 | 평 자 책 | W H I P |
| ----------- | ----------- | ----- | ----- | ----- | ----- | ------- | ----- | ----- | -------- | ----- | ----- | ----- | ------ | -------- | -------- | ----- | ---- | ----- | -------- | ----- | ----- | ----- | -------- | -------- | ------- |
| 1970년      | 주니치      | 22    | 5     | 2     | 1     | 0       | 2     | 3     | --       | --    | .400  | 242   | 59.2   | 51       | 2        | 20    | 0    | 1     | 25       | 0     | 0     | 18    | 17       | 2.55     | 1.19    |
| 1971년      | 주니치      | 41    | 15    | 0     | 0     | 0       | 5     | 5     | --       | --    | .500  | 499   | 124.0  | 111      | 11       | 37    | 2    | 5     | 61       | 0     | 1     | 46    | 41       | 2.98     | 1.19    |
| 1972년      | 주니치      | 42    | 25    | 6     | 1     | 1       | 13    | 8     | --       | --    | .619  | 776   | 191.2  | 173      | 18       | 54    | 1    | 2     | 76       | 1     | 0     | 77    | 67       | 3.14     | 1.18    |
| 1973년      | 주니치      | 39    | 32    | 13    | 4     | 3       | 14    | 11    | --       | --    | .560  | 938   | 234.0  | 201      | 18       | 51    | 4    | 6     | 90       | 2     | 1     | 70    | 62       | 2.38     | 1.08    |
| 1974년      | 주니치      | 40    | 37    | 11    | 3     | 2       | 20    | 9     | 0        | --    | .690  | 965   | 236.1  | 232      | 29       | 38    | 4    | 11    | 89       | 3     | 0     | 92    | 82       | 3.13     | 1.14    |
| 1975년      | 주니치      | 37    | 37    | 9     | 2     | 2       | 17    | 15    | 0        | --    | .531  | 991   | 250.0  | 217      | 30       | 40    | 9    | 12    | 98       | 0     | 0     | 86    | 67       | 2.41     | 1.03    |
| 1976년      | 주니치      | 42    | 36    | 4     | 0     | 0       | 15    | 15    | 0        | --    | .500  | 933   | 223.1  | 229      | 36       | 58    | 4    | 7     | 62       | 0     | 0     | 111   | 98       | 3.96     | 1.29    |
| 1977년      | 주니치      | 36    | 20    | 2     | 1     | 0       | 4     | 8     | 2        | --    | .333  | 518   | 120.2  | 143      | 22       | 44    | 5    | 2     | 26       | 0     | 0     | 75    | 72       | 5.36     | 1.55    |
| 1978년      | 주니치      | 32    | 27    | 3     | 0     | 0       | 6     | 12    | 0        | --    | .333  | 686   | 157.2  | 185      | 23       | 41    | 0    | 6     | 58       | 0     | 1     | 103   | 90       | 5.13     | 1.43    |
| 1979년      | 주니치      | 22    | 8     | 0     | 0     | 0       | 2     | 3     | 0        | --    | .400  | 245   | 55.1   | 70       | 8        | 13    | 1    | 1     | 11       | 1     | 0     | 32    | 30       | 4.91     | 1.50    |
| 1980년      | 한큐        | 24    | 14    | 8     | 2     | 2       | 10    | 5     | 1        | --    | .667  | 574   | 137.1  | 164      | 22       | 18    | 3    | 1     | 28       | 2     | 0     | 70    | 59       | 3.88     | 1.33    |
| 1981년      | 한큐        | 12    | 12    | 1     | 0     | 1       | 3     | 4     | 0        | --    | .429  | 236   | 50.2   | 73       | 13       | 14    | 0    | 1     | 14       | 0     | 0     | 40    | 37       | 6.53     | 1.72    |
| 통산 : 12년 | 통산 : 12년 | 389   | 268   | 59    | 14    | 11      | 111   | 98    | 3        | --    | .531  | 7603  | 1840.2 | 1849     | 232      | 428   | 33   | 55    | 638      | 9     | 3     | 820   | 722      | 3.53     | 1.24    |

- 굵은 글씨는 시즌 최고 성적.